# Anything Goes (песня Florida Georgia Line)
«Anything Goes» — песня американской кантри-группы Florida Georgia Line. Она была выпущена 15 июня 2015 года лейблом Republic Nashville в качестве четвёртого сингла из второго студийного альбома Anything Goes, который был выпущен 14 октября 2014 года. Песню написали Феликсом МакТайгом, Крисом Томпкинсом и Крейгом Уайзманом, а спродюсировал Joey Moi.
Сингл занял третье место в чарте Billboard Country Airplay и 6-е место в чарте Hot Country Songs. Песня получила 2-кратный платиновый сертификат от Американской ассоциации звукозаписывающей индустрии (RIAA).

## Отзывы
Билли Дьюкс из Taste of Country положительно отозвался о сингле, сказав, что «освободившись от оков того, что является или не является „настоящей“ кантри-музыкой, этот дуэт способен погрузиться в рифмы и метафоры, которые отличают их звучание так же, как и их стиль производства in-your-face… В звуковом плане песня очень похожа на многие (но не все) предыдущие хиты FGL… при ближайшем рассмотрении обнаруживается невероятно изысканный звуковой ландшафт».

## Коммерческий успех
Песня впервые вошла в Country Airplay под номером 50 в чарте от 27 июня 2015 года и достигла вершины на 3 месте в чарте 31 октября 2015 года. Песня также достигла вершины на 6 месте в чарте Hot Country Songs, став первым синглом дуэта, который не достиг первого места ни в одном из этих двух кантри-чартов, хотя и достиг первого места в Canadian Country Chart. По состоянию на ноябрь 2015 года песня была продана в США тиражом 430 000 копий. 23 сентября 2016 года Американская ассоциация звукозаписывающей индустрии (RIAA) присвоила ей платиновый статус.

## Музыкальное видео
Режиссером клипа выступил Шон Сильва, а премьера состоялась в июне 2015 года. Он полностью состоит из кадров, снятых во время тура дуэта Anything Goes в 2015 году — их первого тура в качестве хедлайнера.

## Чарты

### Еженедельные чарты
| Чарт (2015)                         | Высшая позиция |
| ----------------------------------- | -------------- |
| Канада (Billboard Canadian Hot 100) | 51             |
| Канада (Billboard Country)          | 1              |
| США (Billboard Hot 100)             | 55             |
| США (Billboard Hot Country Songs)   | 6              |
| США (Billboard Country Airplay)     | 3              |

### Годовые итоговые чарты
| Чарт (2015)                       | Позиция |
| --------------------------------- | ------- |
| США Country Airplay (Billboard)   | 24      |
| США Hot Country Songs (Billboard) | 38      |

## Сертификации
| Регион     | Сертификация  | Продажи |
| ---------- | ------------- | ------- |
| США (RIAA) | 2× Платиновый | 430,000 |